# Софієвка (Казахстан)
Софі́євка (каз. Софиевка) — село у складі Цілиноградського району Акмолинської області Казахстану. Адміністративний центр Софієвського сільського округу.
Населення — 2505 осіб (2021; 2013 у 2009, 1416 у 1999, 1368 у 1989).
Національний склад станом на 1989 рік:
- росіяни — 40 %.